# Panthera tigris amoyensis
El tigre de Amoy, tigre del sur de China o tigre de Xiamen (Panthera tigris amoyensis) es la subespecie de tigre más amenazada de todas. Su área de distribución  se extendía por los bosques húmedos y praderas del cuadrante sureste de China, donde se colocó en peligro  de extinción en 1994. Hoy en día sobreviven 68 animales en cautividad, descendientes de sólo 6 tigres originales. Una diversidad genética demasiado pequeña para que una población de felinos pueda recuperarse, por lo que es probable que esta subespecie acabe extinguiéndose a corto o medio plazo. Por ello en el zoo de Cantón se ha empezado ya a preservar células de esta subespecie de tigre para evitar su definitiva desaparición. 
El tigre del sur de China alberga una serie de características primitivas en comparación con el resto de subespecies de tigres vivientes, que lo asemejan al antepasado común que todas las subespecies actuales tuvieron a finales del Pleistoceno en el sur de Siberia. Se trata de un tigre de tamaño regular, con un peso máximo de poco más de 170 kg en el caso de los machos y 112 en el de las hembras. La longitud promedio de los machos es de 2,45 m de la cabeza a la cola y 2,30 en el caso de las hembras. El pelaje es anaranjado vivo, con menos zonas blancas que otras subespecies y rayas negras más escasas y separadas entre sí. Se sabe que antiguamente, en la provincia de Fujian existía una variante que en lugar del pelaje anaranjado de fondo lo tenía de color gris - azulado. Este raro carácter, probablemente recesivo, fue observado por última vez en 1918.
Se estima que la población del tigre del sur de China en 1959 alcanzaba los 4.000 ejemplares, repartidos por toda el área comprendida entre la provincia de Hebei y el área cercana a la península de Hong Kong. Esa población se considera amenazada bajo los parámetros actuales, pero entonces fue considerada una peste a erradicar por el gobierno de Mao Zedong, comenzando una campaña de exterminio a gran escala. En el curso de sólo 17 años, la población de la subespecie se redujo a sólo 200 animales, por lo que se revocó su estado de "peste" en 1977. 
En 1981 fue clasificada como subespecie en Peligro de Extinción por el convenio CITES y en 1988 el gobierno chino la incluyó en su lista de animales protegidos. Hasta entonces, los tigres chinos se habían reducido considerablemente por la caza o la destrucción de su hábitat. En 1987 sólo se encontraban evidencias de esta subespecie en libertad en la cordillera de Guandong, en los límites entre las provincias de Hunan y Jiangxi. El último tigre del sur de China que murió tiroteado por humanos lo hizo en esta zona en 1994. Un año después, el Ministerio de Bosques chino daba una posible cifra de 20 individuos viviendo en la zona, aunque no se habían logrado avistamientos fiables. Los individuos en cautividad descienden de animales capturados vivos en la década de los 80. En 2017 un equipo de investigadores pertenecientes a la UICN publicaron una nueva clasificación taxonómica de la familia felidae en la que solo reconocían a dos subespecies de tigres a saber: El tigre de Asia continental (Panthera tigris tigris) el cual agrupa al tigre de bengala, siberiano, de indochina, sur de China, malayo así como los extintos tigres del Caspio y los tigres de la sonda (Panthera tigris sondaica) que agrupa al tigre de Sumatra así como a los ya desaparecidos tigres de Java y Bali, esta evaluación se basa en una extensa revisión de publicaciones recientes sobre la morfología del tigre y su filogeografía.

## Estado actual

### Regreso a la naturaleza del tigre chino
Aunque en 1988 China lo incluyó en su lista de animales protegidos no cuenta aún con expertos para preparar este tigre para su regreso a la vida salvaje, por lo que organizaciones británicas y sudafricanas como «Save China's Tigers» y «Chinese Tigers South Africa» firmaron un ambicioso acuerdo en 2002 para enviar unos diez ejemplares que se tenían en cautiverio a un recinto especial en Sudáfrica para recibir entrenamiento con el fin de que allí aprendiesen lo necesario para sobrevivir en un entorno salvaje: especialmente a cazar y prepararlos así para una reintroducción. Este programa que se denomina “regreso a la naturaleza del tigre chino”, tiene como objetivo final la reintroducción de estos tigres y su descendencia a la vida silvestre en 2008, año que coincidió con los Juegos Olímpicos que se celebraron en la capital china de Pekín.
En mayo de 2006, la superestrella internacional Jackie Chan se convirtió en el nuevo rostro de la campaña para salvar a los tigres del sur de China, que pretende crear mayor conciencia de la grave situación por la que atraviesa esta subespecie.

### Actualidad sobre la situación en estado salvaje
Según la agencia estatal Xinhua varios campesinos de la céntrica provincia de Shaanxi avistaron un tigre de más de dos metros el pasado mes de junio. Para corroborar este avistamiento un equipo de 30 zoólogos de la Universidad China del Noroeste liderados por el profesor Liu Shifeng ha rastreado los bosques de los distritos de Zhenping y Pingli y asegura haber hallado vestigios de estos animales: “Hemos visto sus huellas, los hemos oído rugir y hemos hablado con los campesinos que los han visto”, aseguró Liu, quien explicó que habían encontrado huellas de 15 cm de largo y ancho con intervalos de un metro que no pueden ser de leopardos ni otros felinos de la región. “Todas las señales indican que los tigres del sur de China merodean estos bosques”, aseguró.
Su hábitat natural eran los bosques húmedos del sur y este de China (provincias de Cantón, Guangxi Zhuang, Hunan y Jiangxi) Actualmente se encuentra en cautiverios gracias a las campañas de prevención a su extinción.
Con su redescubrimiento en libertad volvería a la triste lista negra de los 10 animales con más riesgo de desaparecer del planeta y se colocaría en primera posición entre los felinos más amenazados adelantando incluso al lince ibérico, aunque el tigre de Amoy es una subespecie y el lince ibérico es una especie.